# بونفیلس-کالب بیمنییمانا
بونفیلس-کالب بیمنییمانا (انگلیسی: Bonfils-Caleb Bimenyimana؛ زادهٔ ۲۱ نوامبر ۱۹۹۷) بازیکن فوتبال اهل بوروندی است.
از باشگاه‌هایی که در آن بازی کرده است می‌توان به باشگاه فوتبال آتلانتاس اشاره کرد.
وی همچنین در تیم ملی فوتبال بوروندی بازی کرده است.